# ویلیام دودلی (شناگر)
ویلیام دودلی (به انگلیسی: William Dudley) (زادهٔ ۱۵ ژانویهٔ ۱۹۳۱) شناگر اهل ایالات متحده آمریکا است.